# Turismo comunitário
Turismo comunitário : modalidade de Turismo que é desenvolvida pelos próprios moradores de um lugar, passando a articular atividades, operações e empreendimentos em uma comunidade que recebe visitantes de vários níveis. Os produtos e serviços ofertados por uma comunidade local são denominados "Turismo de Base Comunitária" TBC, caracterizando-se como um segmento do Turismo que se apropria de outros segmentos, como o turismo étnico/indígena ou ecoturismo por serem convenientes ao controle da comunidade. O TBC é uma alternativa ao modelo de turismo convencional que atende as necessidades de conservação dos modos de vida tradicionais e da biodiversidade de pequenas comunidades, além de estimular o desenvolvimento econômico local. Carvalho (2007) afirma que "o turismo comunitário destaca-se pela mobilização da comunidade na luta por seus direitos contra grandes empreendedores da indústria do turismo de massa que pretendem ocupar seu território ameaçando a qualidade de vida e as tradições da população local".
- Características do Turismo Comunitário

O desenvolvimento do turismo de forma sustentável é uma das principais marcas do turismo comunitário, além de ser uma modalidade que surge em resposta as mudanças do perfil do turista contemporâneo, que busca além do lazer, agregar conhecimentos por meio de novas experiências com valores culturais e naturais oriundos de comunidades que preservam a sua originalidade. Segundo a OMT (2010 apud ZAMIGNAN, 2001, p. 4): 
"...aponta-se atualmente para uma nova demanda turística, a qual é formada por consumidores mais informados e conscientes, que tem outras prioridades e que manifestam motivações mais complexas e variadas que em décadas passadas, caracterizada pela forte massificação e pelo status. Diante da problemática ambiental que a sociedade atual está enfrentando, estes novos turistas demonstram ter maior consciência ecológica e preocupam-se com a conservação da autenticidade cultural das comunidades tradicionais"
Desse modo, o desenvolvimento do turismo comunitário requer um planejamento ordenado que potencialize os aspectos positivos da atividade e minimizem os impactos negativos. É importante salientar que a comunidade deve apresentar-se participativamente em toda a cadeia produtiva, de modo que toda renda e lucro permaneçam na comunidade e possibilitem o desenvolvimento.  Segundo Silva, Ramiro e Teixeira (2009, p. 4) "Este tipo de organização e oferta do produto turístico possui elementos comuns como a busca da construção de um modelo alternativo de desenvolvimento turístico baseado na autogestão, no associativismo/cooperativismo, na valorização da cultura local e, principalmente, no protagonismo das comunidades locais, visando à apropriação, por parte destas, dos benefícios advindos do desenvolvimento do setor".
Outra característica que distingue o turismo comunitário dos demais segmentos é a assimilação da atividade turística a outros sistemas como o meio ambiente e a educação, de modo que este segmento apresente qualidade na oferta dos produtos e serviços turísticos que viabilizem a sua venda.
Em suma, o desenvolvimento da comunidade em prol do turismo comunitário é capaz de prosperar um estilo de vida que preserva os valores culturais, as belezas naturais e ainda se torna gerador de renda e bem-estar dos moradores de cada região.